# Municipio de San Rafael
El municipio de San Rafael es uno de los 212 municipios que divide el Estado de Veracruz ubicado en la Región oriente de Los Estados Unidos Mexicanos Limitando con los municipios de Tecolutla, Martínez de la Torre, Misantla, Nautla y el litoral del Golfo de México, su principal actividad de producción de plátano, limón, ganadería, productos lácteos, el cultivo de vainilla heredado por sus colones franceses y el conocido pan francés (pan de agua) han hecho que san Rafael sea reconocido en varios lugares.
Antes llamado Los Zopilotes, ex Colonia francesa fundada en el año de 1833  por colonos franceses provenientes de Haute stone.
Sus antiguas casas con estilo francés lo ha convertido en un lugar agradable para turistas para escapar un rato de la ciudad y venir a vacacionar

## Historia
El 24 de abril de 1833 los primeros colonos, en su mayoría procedentes de Dijón, en el actual departamento de Côte-d'Or y de Champlitte, una población ubicada en el actual departamento de Haute-Saône, se embarcaron desde el puerto de El Havre en Francia, con la esperanza de
mejores condiciones de vida, animados por Stephan Guénot, llegaron al poblado de Jicaltepec ubicado sobre el margen derecho del río Nautla. Estas familias, en su mayoría campesinos, tenían como objetivo fundar una granja colectiva, para lo cual se les ofrecieron casas y tierras pero fueron engañados, no había nada y empezaron a luchar contra el clima y los peligros de la selva tropical. 
La colonia fue creciendo poco a poco, gracias al trabajo ejemplar de sus habitantes quienes se constituyeron como los primeros pobladores de San Rafael (a este punto se debe aclarar que ya había gente viviendo en esas tierras, es mentira que los franceses fueran los primeros pobladores) ;perseguidos durante la guerra con Francia en el siglo XIX fueron declarados enemigos de México, por lo que en 1839 viajaron a pie hasta el Puerto de Veracruz, donde después de varios días se entrevistaron con el entonces presidente Antonio López de Santa Anna; quien al ver las condiciones tan precarias del grupo, les extendió un salvoconducto y así evitaron los hostigamientos de caciques locales. Con la ayuda del general Carlos Arellano Tapia, poco tiempo después fundaron en los terrenos adquiridos por Rafael Martínez de la Torre sobre el margen izquierdo del río Nautla (comprendiéndose la zona entre Paso de Telaya, Zopilotes –hoy San Rafael–, Ojite y Mentidero) el primer asentamiento conocido en aquella época como Zopilotes. Posteriormente se le da el nombre de Manuel Acuña, para después cambiarse por el actual San Rafael, dando origen a la última de las colonias de migrantes franceses en México. 
Inicialmente los colonos se integran al cultivo de la vainilla silvestre, y posteriormente dos de ellos traen de Francia la técnica de fecundación artificial, convirtiendo a San Rafael en uno de los centros vainilleros más importantes. En 1876 se funda la primera escuela en donde se enseñaba el Español y el Francés. En septiembre de 1888 las cosechas, animales y algunas casas son arrasadas por una gran inundación. En la primera década del siglo XX entra el servicio de telégrafos y correo a la región. Con la nueva Constitución Mexicana después de la Revolución, las familias de origen francés obtienen sus documentos de naturalización y se convierten en ciudadanos mexicanos. En esa época se inicia la siembra del plátano roatán y se inicia la cría del ganado cebú. Para 1941 inicia la construcción de la carretera nacional de Puebla hasta Nautla, lo que fomentó la riqueza de la región.

## Geografía

### Límites municipales
Tiene límites administrativos con los siguientes municipios y/o accidentes geográficos,  según su ubicación:
Colindando al norte con Tecolutla, al sur con Misantla, al este con Golfo de México y al oeste con Martínez de la Torre.
|                             | Norte: Tecolutla |                       |
| Oeste: Martínez de la Torre |                  | Este: Golfo de México |
|                             | Sur: Misantla    | Sureste: Nautla       |

## Historia reciente
En la actualidad los habitantes de la ciudad son descendientes de estos migrantes franceses, familias mexicanas originarias del lugar y allegados a la región por el beneficio del clima o trabajo. Existe una prestigiada ganadería, se cultiva plátano, cítricos y vainilla. Los migrantes franceses de San Rafael introdujeron las técnicas de fecundación de vainilla en México con tanto éxito que el producto se exportó a Francia durante mucho tiempo.
Después de años de lucha por independizarse del municipio de Martínez de la Torre, en el 1° de enero del 2004 San Rafael consigue su municipalidad, convirtiéndose así en el municipio 211 del estado de Veracruz.
En el segundo semestre del 2007 se inauguró el Museo de San Rafael, en donde se puede conocer la historia de la región de la cuenca baja del río Bobos, desde la época prehispánica hasta el siglo XX.

## Presidentes Municipales (2004-2021)
Desde el 1° de enero de 2004, cuando San Rafael adquiere su municipalidad, ha tenido los siguientes Presidentes Municipales:
1° Germán Camilo Castagne Maitret (Enero-Febrero 2004)-por fallecimiento
2° Emilio Ismael Prigada Millot (Febrero-Diciembre 2004)-Presidente Municipal Suplente
3°  Humberto Faibre Wolf (2005-2007)
 4° Samuel Thomas Viña (2008-2010)
 5° Rogelio Martín Capitaine Domínguez (2011-2013)
 6° Hector Lagunes Reyes (2014-2017)
 7° Luis Daniel Lagunes Marín (2018-2021)
8⁰ Héctor Lagunes Reyes (reelegido como presidente municipal 2021 - 2025)

## Tradiciones
Se conservan muchas tradiciones francesas en las familias más antiguas como la elaboración casera del queso, el pan y el vino. Durante el verano este bello pueblo se viste de fiesta por su tradicional carnaval efectuado en la 2.ª semana del mes de julio. Durante la celebración se subastan ganado bovino y otros productos de la región. Otras actividades tradicionales consisten en la quema del mal humor, donde se quema una piñata que lo simboliza, también se realizan presentaciones artísticas, la coronación de reina del carnaval, un paseo de carros alegóricos, fiesta de disfraces y bailes populares todos los días. Más recientemente, se ha establecido El Baile de la Banana en la Semana Santa, el cual se ha convertido en un evento con sana diversión obligado para las personas de la región.

## Gastronomía
Está compuesta por platillos de tendencia francesa, así mismo en la elaboración de vinos de frutas de la temporada, como son de naranja, capulín, guanábana, maracuyá, durazno entre otros, de la manera se elaboran quesos en sus variedades de: borona, manchego, botanero de crema, tajada y estilo ranchero. En los postres podemos encontrar, carlota de frutas de temporada, suflé de limón, huevos nevados, galletas de nata, buñuelos, pay de queso y sin fallar el tradicional pan de agua.

## Hermanamientos
- Champlitte, Francia.[5]
- Caborca, México.[6][7]